# Xã Oregon, Quận Clark, Indiana
Xã Oregon (tiếng Anh: Oregon Township) là một xã thuộc quận Clark, tiểu bang Indiana, Hoa Kỳ. Năm 2010, dân số của xã này là 1.769 người.